# Resetvektor
Resetvektor kallas den adress programräknaren (PC) pekar på vid spänningspåslag.
Programräknaren presetas (dvs sätts till ett visst värde) vid spänningspåslag och har då vanligtvis adressen FFFEh (vid 16-bitars adressbuss och 8-bitars databuss). Resetvektorn är alltså det minnesinnehåll som finns på adresserna FFFEh (HB, High Byte för resetvektorn) och FFFFh (LB, Low Byte för resetvektorn) och som programräknaren hoppar till vid nästa klockpuls (CP, Clock Pulse). Det är viktigt att man lyckas preseta programräknaren vid spänningspåslag för annars går programmet vilse. Man kan göra detta asynkront med hjälp av en POR-krets.